# Шуурмакский сумон
Шуурмакский сумон — административно-территориальная единица (сумон) и муниципальное образование со статусом сельского поселения в Тес-Хемском кожууне Тывы Российской Федерации.
Административный центр — село Шуурмак.

## Население
| 2017 | 2018 |
| ---- | ---- |
| 762  | ↗766 |

## Состав сумона
| № | Населённый пункт | Тип населённого пункта       | Население |
| - | ---------------- | ---------------------------- | --------- |
| 1 | Куран            | арбан                        | ↗94       |
| 2 | Шуурмак          | село, административный центр | ↗750      |